# Dinàmica de sistemes
La dinàmica de sistemes és una metodologia que intenta l'aproximació a la modelització de la dinàmica de sistemes complexos, com les poblacions biològiques o els sistemes econòmics, en els quals les parts interaccionen enèrgicament unes amb unes altres. Fou creada a principis de la dècada de 1960 per Jay Forrester, de la MIT Sloan School of Management (Escola d'Administració Sloan, de l'Institut Tecnològic de Massachusetts) amb l'establiment del MIT System Dynamics Group (Grup de dinàmica de sistemes de l'I.T. de Massachusetts). En aquesta època havia començat a aplicar el que havia après amb sistemes elèctrics a tota classe de sistemes.
El que distingeix la dinàmica de sistemes d'altres aproximacions a l'estudi dels mateixos problemes, és l'ús de bucles de realimentació. La construcció de models per la dinàmica de sistemes parteix de la distinció essencial entre dipòsits i fluxos. Amb aquests elements s'edifiquen models que descriuen sistemes connectats internament per bucles de realimentació; sistemes que mostren el caràcter no lineal que hom sol trobar en els problemes del món real. Cal l'ús d'ordinadors perquè, sense una gran capacitat de càlcul mecànic, no és possible provar, depurar i utilitzar els models formulats sobre el paper.
Un model permet, en la mesura de la seva validesa, simular el comportament del sistema que representa, per exemple una ciutat en creixement, i detectar problemes pràctics amb l'antelació que cal per a intervenir.